# Callibia diana
Callibia diana är en bönsyrseart som beskrevs av Stoll 1813. Callibia diana ingår i släktet Callibia och familjen Acanthopidae. Inga underarter finns listade i Catalogue of Life.